# Eunomia elegantula
Eunomia elegantula är en fjärilsart som beskrevs av Herrich-Schäffer 1866. Eunomia elegantula ingår i släktet Eunomia och familjen björnspinnare. Inga underarter finns listade i Catalogue of Life.